# Neocossyphus poensis
Tordo-de-fernando-pó ou tordo-formigueiro-de-cauda-branca (Neocossyphus poensis) é uma espécie de ave da família Turdidae.
Pode ser encontrada nos seguintes países: Angola, Camarões, República Centro-Africana, República do Congo, República Democrática do Congo, Costa do Marfim, Guiné Equatorial, Gabão, Gana, Guiné, Quénia, Libéria, Nigéria, Serra Leoa, Tanzânia, Togo e Uganda.
Os seus habitats naturais são: florestas subtropicais ou tropicais húmidas de baixa altitude.